# Nicholas Rusher
Nicholas Rusher, född den 10 juni 1999 i Glenview, Illinois, är en amerikansk roddare.

## Karriär
Vid olympiska sommarspelen 2024 i Paris ingick Nicholas Rusher i det amerikanska lag som tog brons i åtta med styrman.